# Спирин, Леонид Васильевич
Леони́д Васи́льевич Спи́рин (21 июня 1932, Жаворонки, Звенигородский район, Московская область — 23 февраля 1982) — советский легкоатлет. Заслуженный мастер спорта СССР (1957).

## Биография
Родился 21 июня 1932 года в селе Жаворонки Звенигородского района Московской области.
В 1955 году выполнил норматив мастера спорта.
На Олимпийских играх 1956 года впервые проводились соревнования по спортивной ходьбе на дистанции 20 км, и Леонид Спирин стал первым олимпийским чемпионом в этой дисциплине, показав время 1:31.27,4. Во многом благодаря Спирину, умело руководившему действиями партнеров по команде, советские спортсмены заняли весь пьедестал почета (серебро завоевал Антанас Микенас, а бронзу — Бруно Юнк).
В следующем году Спирин занял второе место на Всемирных студенческих играх (1:33.02). Тогда же окончил ГЦОЛИФК по специальности «тренер-преподаватель».
В 1958 году выиграл чемпионат СССР, а на чемпионате Европы вновь был вторым, уступив англичанину Стэну Викерсу.
7 июля 1959 года установил новый мировой рекорд, который через неделю, 15 июля, побил Владимир Голубничий.
Скончался 23 февраля 1982 года в Москве. Похоронен на кладбище села Перхушково Одинцовского района Московской области.

## Выступления на соревнованиях

### Международные соревнования
| Дата       | Соревнования            | Город     | Место | Дистанция    | Результат |
| ---------- | ----------------------- | --------- | ----- | ------------ | --------- |
| 25.11.1956 | Летние Олимпийские игры | Мельбурн  | 1     | ходьба 20 км | 1:31.27,4 |
| 1957       | Студенческие игры       | Москва    | 2     | ходьба 20 км | 1:33.02   |
| 1958       | Чемпионат Европы        | Стокгольм | 2     | Ходьба 20 км | 1:35.04,2 |

### Чемпионаты СССР
| Год  | Дистанция    | Результат | Дата                  | Город  | Место |
| ---- | ------------ | --------- | --------------------- | ------ | ----- |
| 1956 | Ходьба 20 км | 1:28.01,8 | 5—16 августа          | Москва | II    |
| 1957 | Ходьба 20 км | 1:31.22,4 | 28 августа—2 сентября | Москва | III   |
| 1958 | Ходьба 20 км | 1:29.11,7 | 19—21 июля            | Таллин | I     |

## Рекорды
| Дистанция    | Результат | Место  | Дата     |
| ------------ | --------- | ------ | -------- |
| Ходьба 20 км | 1:27.29   | Москва | 7.7.1959 |

## Награды
- Орден «Знак Почёта» (27.04.1957) — «за успехи, достигнутые в деле развития массового физкультурного движения в стране, повышения мастерства советских спортсменов, и успешное выступление на международных соревнованиях»